# (35563) 1998 GK3
1998 GK3 (asteroide 35563) é um asteroide da cintura principal. Possui uma excentricidade de 0.16159100 e uma inclinação de 14.45333º.
Este asteroide foi descoberto no dia 2 de abril de 1998 por LINEAR em Socorro.